# Єлисейовичі
Єлисе́йовичі (рос. Елисеевичи) — стоянка епохи пізнього палеоліту, на правому березі р. Судость (права притока р. Десни), біля с. Елисейовічи Брянської області західніше м. Брянськ. Знаходяться залишки декількох поселень давньокам'яної доби.
Нижній шар науково датується часом 16,000-13,000 років до Р. Х. (Мезинська культура). Верхній культурний шар стоянки Елисейовічи 1 відносять до періоду 13,000-10,000 років до Р. Х., він бідніший знахідками (Деснянська культура).
Залишена племенами мисливців на мамутів. Розкопана Костянтином Полікарповічем (1930, 1935, 1946, 1948). Відкриті житлові споруди, утворені уритими в землю кістками мамута. Знайдено велике число різноманітних знарядь з каменя (різці, струги, кінцеві шкрябання і ін.) і кістки (проколи, голки, мотики), а також покриті геометричним орнаментом крупні пластини з бивня мамута (нагадують австралійські чурінги), статуетка жінки з бивня мамута і інші.
В основному культурному шарі вивчені залишки п'яти складних кістково-земляних споруд з використанням кісток мамута (невеликих хат), скупчення вуглистої маси («зольники»), вогнища, а так само сліди стародавніх тріщин мерзлоти. Тут знайдені різноманітні кременеві знаряддя (в основному різці, менше проколів, шкребків, вістрів, пластинок з притупленим краєм) і відходи їх виробництва. Зібрана і багата колекція кістяних виробів — кісток з нарізками, проколів, лощів, землекопалок, наконечників списів. Є кістяний кинджал. Перлиною колекції є жіноча статуетка з мамутового бивня і пластини — «чурінги» з того ж матеріалу. Виходячи з застосування чурингів австралійськими аборігенами — були тотемами, що нагадували людям про померших родичів. Також, не виключено, що на одній з пластин вигравійована одна з якнайдавніших схематичних мап — на ній напівкруглі нарізки можуть позначати житла, хвиляста ділянка — річку Судость, на березі якої знаходилася стоянка. 
Неподалік Л.В.Греховою відкрита і досліджена стоянка Елісєєвічи 2, на якій виявлені залишки кістково-земляної споруди з кісток мамута, сліди вічної мерзлоти і виробу з каменя і кістки. Найцікавіший виготовлений з бивня мамута орнаментований «жезл» з відтвором, 